# Duyfrak

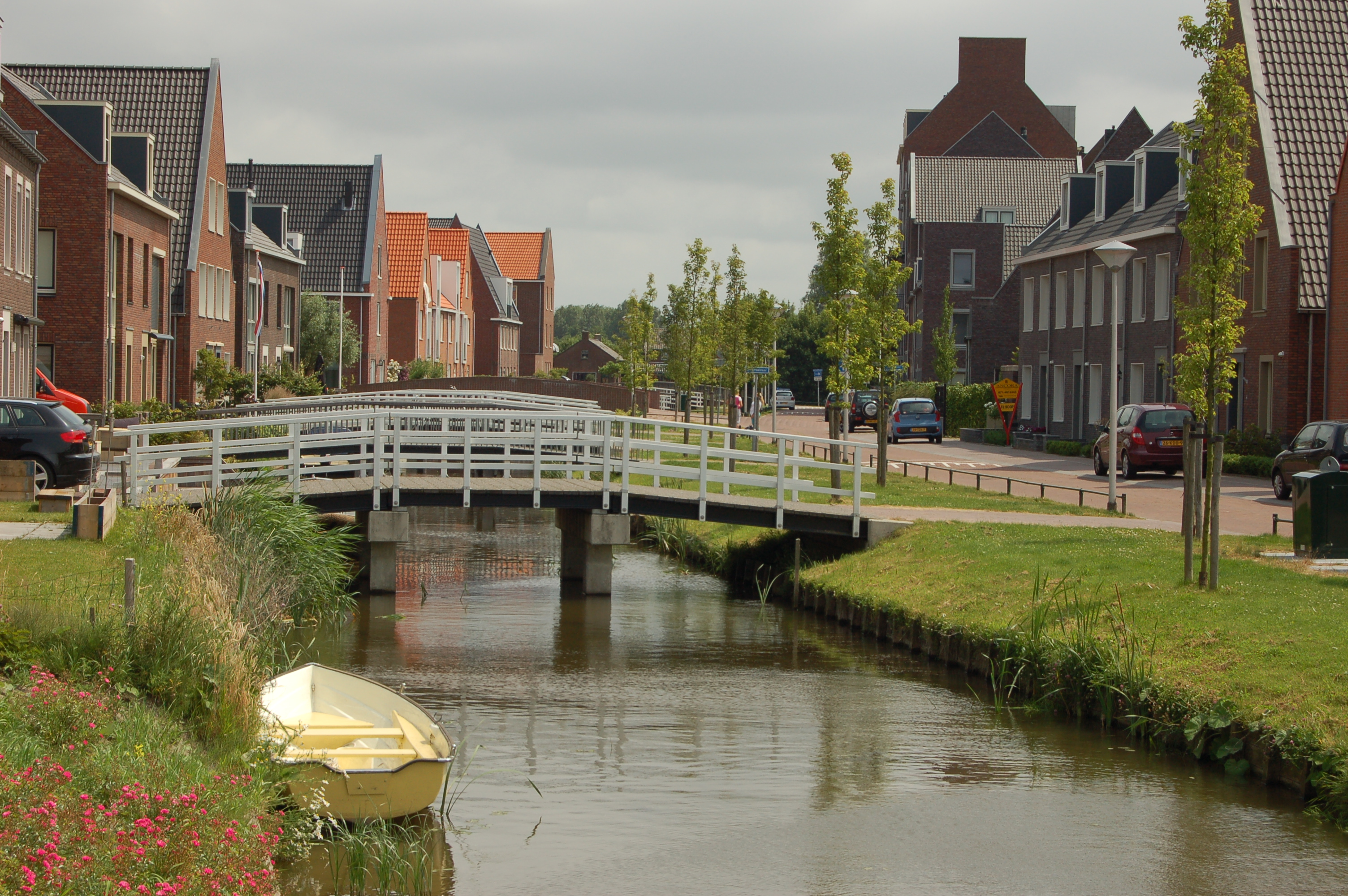
Burgemeester de Wildesingel, in Valkenburg zh, gemeente Katwijk.

't Duyfrak is een wijk in Valkenburg in de Nederlandse gemeente Katwijk. De aanleg van deze wijk is gestart in 2008 en de eerste woningen (deelplan 1) zijn medio 2009 opgeleverd. 
In 2011 is deelplan 2 opgeleverd. Met een vertraging van ongeveer twee jaar is in 2013 begonnen met de verkoop van deelplan 3. 
De oorspronkelijke plannen van het laatste gedeelte zijn aangepast naar de veranderende marktomstandigheden. 
In 2020 zijn de laatste huizen van de wijk t Duyfrak opgeleverd en daarmee is de wijk af.
Na afronding van de zes deelplannen zal de wijk bestaan uit zo'n 800 woningen, verdeeld over verschillende typen (herenhuizen, twee-onder-een-kapwoningen, vrijstaande woningen, rijtjeshuizen en appartementen).
Aan de rand van de wijk ligt een brede school waar de twee basisscholen van Valkenburg (Dubbelburg en Burcht), samen met KOK kinderopvang in een pand huisvesten.
De wijk is gesitueerd aan de oostzijde van de dorpskern van Valkenburg, aan de rivier de Oude Rijn. Ten noorden van de wijk liggen de terreinen van voetbalvereniging Valken'68. Ten zuiden van de wijk loopt de N206, ten (zuid)oosten van de wijk, aan de andere kant van de Oude Rijn ligt de A44. Zo'n 800 m hemelsbreed van 't Duyfrak ligt (aan die A44) museum CORPUS.
De straten van de wijk zijn:
- Ambachtsherenstraat
- Bijlkamp
- Burgemeester de Bruijnstraat
- Burgemeester Mullerstraat
- Burgemeester De Wildesingel
- Burgemeester Hummelsingel
- Burgemeester Van der Reijdensingel
- Burgemeester Van Oordsingel
- Duyfrakplein
- Dwarsakker
- F.A. Sesselersingel
- Paardenkamp
- Duyfraklaan
- Het Buitenwater
- Langekamp
- Steenhuyskamp
- Wagekamp
- Wethouder Vissingel
- Kromme Weidesingel
- Rijnvlietlaan